# Alexander Zaïd
Alexander Zaïd (אלכסנדר זייד) (né en 1886 à Zima, dans l'actuelle oblast d'Irkoutsk, dans l'Empire russe, et mort le 11 juillet 1938 à Shekh Abrek, en Palestine mandataire, aujourd'hui en Israël) est un héros du mouvement de renaissance de la nation juive en Palestine (Eretz Israël), pionnier de la  seconde aliyah, et l'un des fondateurs des organisations juives palestiniennes de garde et défense Bar-Guiora et Hashomer.

## Son enfance
Son père, originaire de la ville de Vilna, est un intellectuel et écrivain de langue hébraïque, ainsi qu'un fervent adepte du mouvement pré-sioniste des Amants de Sion. Sous l'Empire russe, il est déporté en Sibérie pour une période de 25 ans. Il épouse une jeune fille issue du courant religieux russe sabbatiste, convertie au judaïsme, qui elle aussi est déportée pour cause d'appartenance à une religion dissidente. Elle est assassinée par un paysan russe, Alexander Zaïd étant alors âgé de trois ans. Ensuite Alexander et son père, remarié à une femme nommée Frida, s'établissent à Irkoutsk, puis dans un village appelé  Alunki. En 1901, arrivés au terme de la peine du père, la famille retourne s'installer à Vilna.

## Sa vie en Eretz Israël
En 1904, après la mort prématurée de son père, Alexander Zaïd, attiré par les idées sionistes et socialistes de Michael Halperin, part s'installer en Terre d'Israël. Il est âgé de 17 ans. Il passe alors d'une localité à l'autre, où dans chacune il participe au travail et aux tours de garde. Il travaille à Petah Tikva, à  Rishon LeZion, à Jérusalem etc. C'est à cette époque qu'il contracte la malaria. Zaïd est gravement blessé par des brigands arabes, à Zihron Yaakov. En 1907, il participe à la fondation de l'organisation Bar-Guiora, et en 1909 à celle de Hashomer dont l'idéologue est Michael Halperin. Il épouse une jeune fille prénommée Tzipora, membre elle aussi de Hashomer, organisation pour laquelle Zaïd s'adonne corps et âme. Il compte parmi les pionniers de Kfar-Guiladi, et participe à la reconstruction de Tel Haï. En 1926, à la suite de tensions internes liées entre autres au nouveau système d'éducation des enfants, il quitte le kibboutz Kfar-Guiladi, accompagné par d'autres membres, pour se vouer à la garde des terres agricoles du KKL (Fonds National Juif), sur lesquelles naissent plus tard les implantations Sdé-Yaakov, Shaar-Haamakim, Kiryat-Haroshet, Elroï et Alonim. Cependant, l'organisation Hashomer est remplacée par le nouveau cadre de la Hagana. Perchés sur la colline Shekh Abrek  dans la Vallée de Jezreel, Alexander et Tzipora Zaïd vivent isolés des autres implantations juives, dans une maison ouverte à tout venant, qu'ils ont construite de leurs propres mains. Ils entretiennent de bonnes relations avec leurs voisins bédouins et druzes. En 1932, Alexander Zaïd est de nouveau blessé lors d'une attaque menée par les Arabes.
Il compte parmi l'un de ceux qui découvrent près de Shekh Abrek l'antique synagogue et le complexe d'inhumation de Beït-Shéarim, datant de l'époque de la Mishna. Il invite Benjamin Mazar de l'Université hébraïque de Jérusalem à effectuer des fouilles sur le site.

## Assassinat

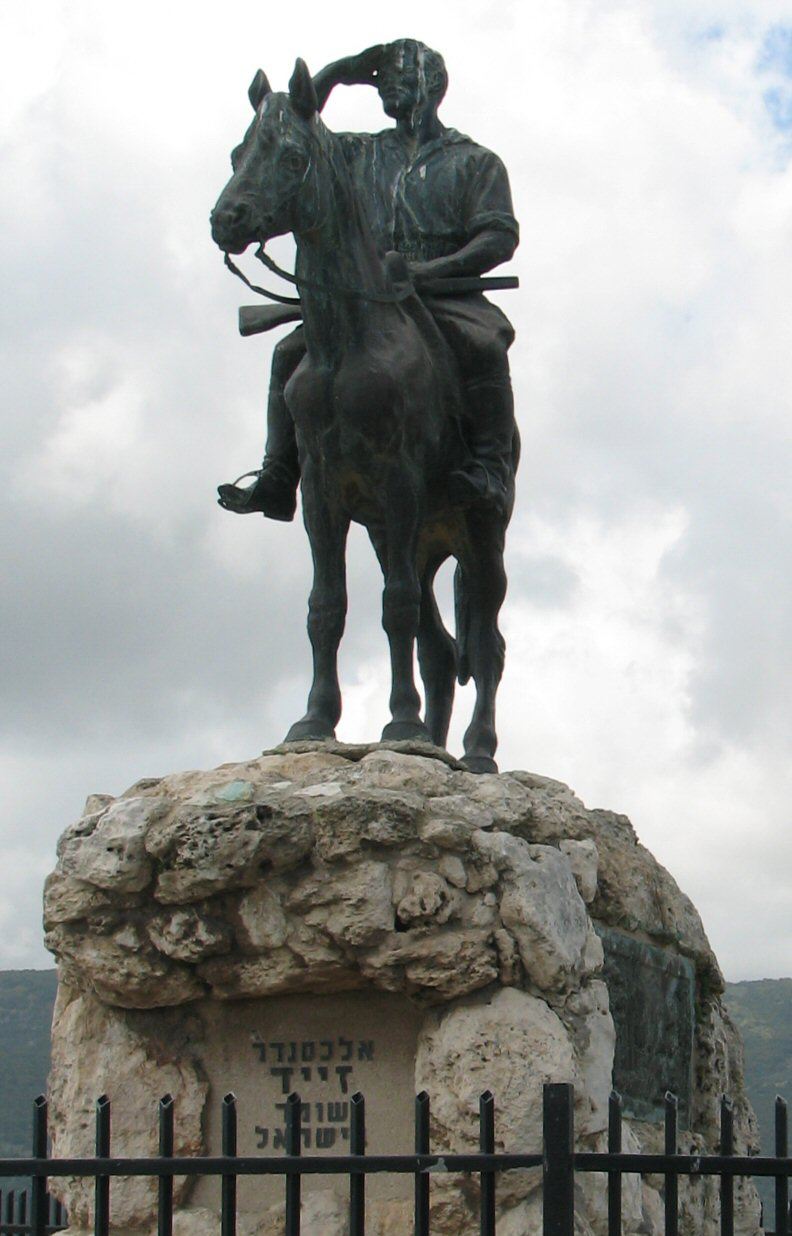
Statue d'Alexandre Zaïd

Pendant qu'il allait à une réunion au kibboutz Alonim, Alexander Zaïd est assassiné par un bédouin de la tribu Hilf-Tabesh, le 10 juillet 1938 durant la Grande Révolte arabe des années 1936-1939. Ses amis, membres de la Hagana, vengent sa mort en tuant l'assassin. Zaïd laisse derrière lui de nombreux écrits et notes.
Sa famille s'installe par la suite dans un kibboutz appelé  Giv'ot Zaïd (d'après son nom) près de Kfar Tikva, puis revient à Shekh Abrek où elle fonde le mochav Beth Zaïd.
Le poète hébreu Alexander Pen écrit deux poésies consacrées à la mémoire d'Alexander Zaïd, qui sont mises en musique par le compositeur Mordekhaï Zeïra.
Dans le parc national de Beït Shéarim, près de Kriyat Tivon, le sculpteur David Polus érige une statue équestre d'Alexander Zaïd sur sa jument Dumyá  (en hébreu "Silence"). Le monument a été très endommagé par des vandales inconnus le 4 octobre 2007.

## Sources
- Eliezer Smoli Alexander Zaïd : personnage et époque. Éd. Branche pédagogique-Diaspora de l'Organisation sioniste mondiale. Jérusalem. 1981.
- Efraïm et Ménahem Talmi Lexique sioniste. Éd. Maariv. Jérusalem 1982.
- Moshé Manor Groupements de l'histoire d'Israël Éd. Branche pédagogique-Diaspora de l'Organisation sioniste mondiale. Jérusalem. 1968-1980.